# H2O -FOOTPRINTS IN THE SAND-
『H2O -FOOTPRINTS IN THE SAND-』（エイチツーオー フットプリンツ イン ザ サンド）は、2006年6月23日（金曜日）に日本のアダルトゲーム制作ブランド・枕より発売された、18禁のパソコンゲーム（アダルトゲーム）ソフト。およびこれを原作とした漫画・アニメ作品。
ムーンフェイズ株式会社傘下のブランド「ケロQ」の姉妹ブランド「枕」の第1作であるビジュアルノベル型の恋愛アドベンチャーゲーム。SCA-自を初めとした複数のイラストレーターが原画・キャラクターデザインを担当しており、脚本担当の1人藤倉絢一は本作がデビュー作となる。メインヒロインは「小日向はやみ」「神楽ひなた」「音羽」という名の3人で、枕が2015年に発売した『サクラノ詩』のメインヒロイン「御桜稟」もサブキャラクターとして登場している。また『サクラノ詩』には、サブキャラクターとして『H2O』主人公の弘瀬琢磨も登場している。
本編の主人公である少年「弘瀬琢磨」は盲目で物を見ることができない。物の形は思い描くことができるが、物の色までは想像できないということになっている。この設定に臨場感を持たせるため、このゲームには "Blindness Effect" （ブラインドネスエフェクト、盲目効果）と呼ばれるシステムがあり、この機能を動作させると背景や登場人物の画像が白黒で映される。
シナリオは主人公・琢磨とヒロイン達との出会いを描いた「過去編」、彼女達と1度別れ、数年後の再会を描いた「再会編」、ヒロインの誰かと結ばれた後の後日談を扱った「アトゲー」の3部から構成されている。
H2Oとは、メインヒロインの3人を指す。H2（小日向はやみ、神楽ひなた / 神楽ほたる）O（音羽）。
副題のFOOTPRINTS IN THE SANDとは、「FOOTPRINTS IN THE SAND（砂の上の足跡）」という詩よりきている。

## リリース
当初は同年5月26日に発売予定だったが1ヶ月延期された。購入特典として特製冊子が、予約特典としてオリジナルサウンドトラックが付属。また、販売店別オリジナル予約特典としてソフマップでは「H2O爆笑ドラマCD『水爆』」が、メッセサンオーでも録り下ろしドラマCDが付属された。
2007年10月26日に外伝『√after and another』が発売され、2009年7月31日には『H2O』と『√after and another』を1本のソフトにまとめた上で新規CGの追加とWindows Vistaへの対応を行った『H2O √after and another Complete Story Edition』が発売されている。
2008年4月24日には角川書店よりイベントCGが追加されたPlayStation 2版『H2O+』（プラス）（レジスタ開発）も発売された。18禁から15歳以上対象となり、Windows版『H2O』のメッセージテキストは画面全体に表示されるビジュアルノベル形式であったのに対し、PlayStation 2版は画面下部のウィンドウに表示される通常のアドベンチャーゲーム形式となっている。
狗神煌の描く漫画版は角川書店の漫画雑誌「コンプエース」VOL.11（2007年1月26日発売）より連載された。テレビアニメは2008年1月より放映された。放映に先行して、monetが歌うWindows版主題歌のアレンジバージョンを収録したCD『H2O -Prelude-』が2007年12月21日に発売された。

## あらすじ
幼い頃に母を事故で失い、その後原因不明の奇病を患い、若くして光を失ってしまった少年・琢磨。彼は実家の都合により、それまで通っていた都会の進学校を離れ、田舎に住む叔父の家に身を預けることになる。彼は転校先の学校で、気丈で意地っ張りなはやみ、優しく世話好きなひなた、明るくてそして不思議な音羽の3人と出会い、琢磨の心についた傷は次第に癒されてゆく。

## 登場人物
※声優名はPC版 / PS2版・アニメ版の順。

### メインキャラクター
弘瀬 琢磨（ひろせ たくま）
声 - 小清水亜美（アニメ版のみ）
本作の主人公。先天性の奇病で視力が安定せず、物語開始時ではほぼ全盲である少年。それでも見えていた時期はあるので、見知らぬ土地でも風景を想像して恐怖を紛らわせている。しかしなぜか色だけは想像することができず、色は何かと関連させて覚えている（「赤」であれば「ウサギの目」など）。いつも欠かさず手にしている視覚障害者用の杖には「友田千紗」（ともだちさ、友達さ）という名を付けている。これは、視覚障害が原因で親友に裏切られた過去を持つため。
おとなしく人当たりのいい性格だが、これは視覚障害をもつ自分は誰かに助けてもらわなければならないことを知っているために作っている部分もある。頑固な一面もあり、周囲からどれだけ反対あるいは否定されてもはやみと彼女以外の人間（琢磨が言うところの「みんな」）と仲良くするのをやめようとはしなかった。年齢相応に性的なことには興味があり、時に変態的な行動をとる。都会の進学校に通っていたため成績は良く、後に駒場にある大学に進学し、大学一の秀才となる。
過去に母親をみすみす目の前で死なせてしまったことにより、心に深い傷を持つ。父親は仕事(名門大学の教授)で忙しく、あまり接したことがない。
「弘瀬」というのは母方の姓であり、身を預けることとなる父方の叔父の姓は「穂積」。「弘瀬」は国家権力と同等の力を持つ都内でも有数の名家で、「穂積」は沢衣村では名の知れた旧家である。そのため琢磨の両親の恋は身分が違いすぎ、駆け落ち同然だった。それでも弘瀬グループには跡取りたる人物が他にいないため、琢磨は次期弘瀬グループ総裁の将来を半ば約束されている。
アニメ版では最初は目が不自由という設定だが、第1話のラストで夢の中に出てきた音羽のおまじないによって視力を取り戻した。だが第11話で母の死の真相から目を背け受け入れる事ができず、再び視力を失う（作中では写真などから最初から視力は戻っておらず、音羽の力で幻を見ていたと思われる）。さらにはやみのことを「お母さん」と呼ぶようになり幼児退行まで引き起こす。それを見かねた弘瀬家は琢磨を東京に引き戻すことになり、はやみと一緒に東京で暮らすことになる。その間、踏切の事故ではやみを失うことで琢磨はようやく母の死を理解し、自分の中の呪縛から解放され幼児退行はなくなり完全に目が見えるようになった。その数年後、はやみとの思い出の丘で琢磨は風車台を建て、はやみと再会する（音羽が精霊会議で頼み込んで実現したという説あり）。原作のような変態ぶりは見られない。月刊コンプエースに連載されたコミック版では、最終話で病気を克服し、視力を取り戻した。
小日向 はやみ（こひなた はやみ）
声 - 和泉真優 / 櫻井浩美
12月25日生まれ。身長146cm。血液型O型。趣味:読書 特技:節約 好きな色:赤 得意科目:全教科
琢磨が転校した学校に通う途中で出会った少女。学校では彼の隣の席に座っている。性格は無愛想でとげとげしく、他人を拒絶し友達を作りたがろうとしない。腕っ節は強く、琢磨からは熊のように強いと言われている。クモが大の苦手。家が貧しくて水着を買えず、水泳の授業に参加できないので泳ぐことは苦手らしい（決して泳げないわけではない）。琢磨のことは苗字を呼び捨てで「弘瀬」と呼ぶ。また、年齢の割に聡い。
村の掟により小日向家は差別されており、彼女も在籍しているクラスで陰湿ないじめを受けている。元々小日向家は沢衣村の名家だったが、「山の者」（沢衣村で差別されている人たちのこと）と関わりを持ったために没落。現在はその日の食事にも困るような生活をしている。はやみの父親は働いているようだが、労働に見合った給金を支払われていないようで、家では酒を飲み暴力を振るうこともある様子。はやみは村の情勢や人の心をよく理解していたため、いじめられても決して反撃せずひたすら耐える日々を送っていたが、友達になれると思っていたひなた（ほたる）から裏切られたことがきっかけで、誰にも心を開かない少女になってしまった。しかし、根底にある優しい心は失っていない。
アニメ版では小日向家は以前は村の中でも有力な地位にあったが、権力を利用した横暴により村民に家と家族を焼かれ、没落した。いじめを受けていたのはその出来事の罪滅ぼしだと自己認識していた。そのため、人目を避けてゴンドラの廃車体を自宅代わりに暮らしていたが、物語の中盤に入るとひなたと仲直りし、いじめられることもなくなり平穏に過ごしていたが、ゴンドラの自宅までもが焼き討ちにあい焼失してしまい、その後は琢磨の叔父の家でお世話になっている。朝から食べるカップ麺を「贅沢」と言うほど貧乏だったが、どうやって生活費を稼いでいたのかは不明。琢磨の母を自殺に追いやったのも小日向である自分のせいだと思い込む。アニメ版の最終話では、琢磨と一緒に東京で生活し新聞配達を始める。だが琢磨との買い物帰りの途中、遮断機の降りた線路に入った子供を助けようとして線路の中に飛び出し、その後琢磨の前から姿を消す（生死は不明で、更にその後遺言状みたいな日記を残しているのだが、そのシーン前後のレールを見比べると、列車が通るレールがはやみのいるレールではない事が分かるため、生きていると思われる）。しかしその数年後、村の丘で琢磨と再会する（音羽の発言から「精霊会議」によって甦ったという説もあるが、詳細は語られていないため、経緯は不明）。
神楽 ひなた（かぐら ひなた）《本名：神楽 ほたる》
声 - 一色ヒカル / 田中涼子
11月1日生まれ。身長145 cm。血液型A型。趣味:料理・日向ぼっこ 特技:編み物 好きな色:黒 好きな食べ物:飴 得意科目:勉強全教科 苦手科目:体育
琢磨のやってきた「沢衣村」の村長の孫娘。学校では琢磨のクラスの学級委員長を務める。優しく世話好きで礼儀正しく、お嬢様であることを自慢しないので周囲からの人望も厚い。音痴。ドジで動きがやや鈍く、階段から転げ落ちてしまったところを（下敷きになった）琢磨に助けられたときから、彼のことを「弘瀬さま」と呼んでいる。大きな家に、他界した妹の部屋を綺麗に保管している。
実は彼女は神楽ひなたではなく、ひなたの双子の妹の神楽ほたる。幼少期、ほたるのお願いが原因でひなたが事故死してしまい、優秀な娘だったひなたを失った母親から「どうしてほたるが死ななかったのか」と疎まれ、ほたる自身も姉を死に追いやった自責の念に追いつめられる。そのとき祖父から、ひなたの代わりとなることを提案され、母親の笑顔を取り戻すためにひなたとして生きていくことを決意する。その後、人一倍努力を重ね周囲からも神楽ひなたとして認められるようになった。しかし村の掟を知らず小日向はやみと友達になってしまったため、小日向を逆恨みした村民達が小日向家を襲撃する。その現場を祖父によって見せられ、厳しく戒められたことによりはやみと友達でいることができなくなってしまった。現在ははやみのことを差別しているが心の底でははやみに申し訳ないと思っており、はやみを思う気持ちとひなたである自分の間で板挟みになり、自己嫌悪に陥っている。
アニメ版でも当初からはやみとは琢磨をめぐって恋のライバル的存在であったが、最終的にははやみに譲り、応援している。最終話では祖父の悪事を暴いた。数年後、沢衣村の村長に就任している。
音羽（おとは）《本名：神楽 ひなた》
声 - 成瀬未亜 / 同左
11月1日生まれ。身長136 cm。血液型AB型。
村に来た琢磨が最初に出会った謎の少女。自らを「時ノ音の精霊」（ときのねのせいれい）と称する。天真爛漫を絵に描いたような性格で、そこぬけに明るく、いつもどこからともなく現れては「すりすり」と言いながら琢磨に抱きついてくる。一人称は「ボク」。彼女の存在を認識することができるのは琢磨だけであり、琢磨以外の人間には彼女の姿を見ることも声を聞くこともできない。それは琢磨が「約束の人」と呼ばれる特別な存在であるかららしい。琢磨のことは「琢磨くん」と呼ぶ。
ルートとして彼女の正体は、既に事故死したほたるの双子の姉である本物の神楽ひなたの幽霊。死して無に溶けるはずだったが、泣いているほたるのことが気がかりで幽霊となって現世に居残る。しかし、誰からも見えず他人に干渉することができない自分自身の無力さに絶望。生前好きだった漫画（アニメ版では妹のほたるが書いていた童話）「時ノ音の精霊」に登場する精霊に自分を位置づけ、「約束の人」（自分を見ることのできる人）を唯一の希望として待ち続けていた。
アニメ版では中盤で役目を終えて消滅したが、最終話で生まれ変わって琢磨と再会する（なので「精霊会議」は音羽自身を生まれ変わせるためのものとも取れるが、詳細は不明）。
八雲 はまじ（やくも はまじ）
声 - 榊原ゆい / 同左
7月29日生まれ。身長155 cm。血液型O型。
琢磨のクラスメイト。一見すると可愛らしい美少女で、女子生徒用の制服を着ており声も少女のものだが、性別は男である（本人はこの方が落ち着くとの事）。能天気な性格で、とぼけたり趣味の悪い冗談を言ってはいつも一緒にいる女友達「真紀」に突っ込まれている。一人称は「わたし」（ルートとしては「僕」と呼ぶ）。「あは☆」が口癖。琢磨に好意を持っているらしい。はやみのことは本人の前でなくとも「小日向さん」と呼び、他の生徒達のようにはやみに対して蔑視の視線を向けたりすることはせず、比較的に寛容。琢磨のことは「弘瀬くん」と呼ぶ（ルートとしては「琢磨くん」と呼ぶ）。
過去に「山の者」である友人を持ち、琢磨と同じ立場に立たされたことがある。はまじは村の差別と闘おうとしたが、自分が差別と闘うことで妹の雪路までいじめられることに気づき、迷った末に妹を守り友人を見捨てる道を選んだ。これは、母親を失い父親と馴染めず、兄がいなければ独りぼっちになってしまう雪路を案じたためでもある。また、このときから雪路の母親代わりになるために女装をするようになった。しかし、友人を見捨てたという事実は変わらないため、妹を守る道を貫きながらも友人を見捨てたことに傷ついていた。それ故に村の掟に決して納得できず、いじめに加わろうとしなかった。だが過去の自分と同じ立場に立たされながら、決して友人を見捨てない琢磨と出会い、彼の強さを尊敬している。
ちなみに、彼が幼いころに病死している彼の母親は小日向の姓であり、はやみとは遠縁の親戚にあたる。
PS2版では攻略対象にもなっている。
アニメ版の最終話では真紀と結ばれ、子供（命名：はま紀）を授かる。父親になっても女装癖は続いていたが、声も全く変わらない。
田端 ゆい（たばた ゆい）
声 - 矢沢泉 / 安田未央
11月25日生まれ。身長148 cm。血液型A型。
琢磨達のクラスにいるツインテールの少女。兄の晃一のことを幼いころから非常に慕っている。我が儘で高飛車な性格でいつも男子生徒の子分2人を連れている。家が貧しく、ゴミ箱を漁ることも少なくないはやみのことをいじめたり、琢磨と仲良くしようとするひなたに悪戯をしている。「あたくしは〜」「〜ですわ」などのお嬢様言葉を話す。琢磨に対する呼称は、はやみと同様「弘瀬」。ラーメンが好物。
アニメ版では昔ゆいの祖父が危篤の際に小日向家に治療費の工面を依頼するも結局断られ、そしてその後、充分な治療を受けられなかった祖父は死亡。そのことが切っ掛けで、現在貧窮の中で暮らしているはやみに対しても小日向の人間ということで、怨みを抱き続けていたが、第6話にて和解することができ、その後は友達のように彼女に接している。
外伝『√after and another』ではゆいをヒロインとしたルートが存在している。また、PS2版でも攻略対象になっている。

### サブキャラクター
久門 真紀（くもん まき）
声 - 高城琉依 / 本多陽子
9月25日生まれ。身長154 cm。血液型B型。
はまじといつも一緒にいる仲の良い女友達。はまじの言うボケのツッコミ役。あまりストーリーとは絡まず、学校における一般生徒の態度の体現者としての立ち位置。そのため、「山の者」への差別意識も根強い。アニメ版では背景キャラクターにされるのを嫌がった。
外伝『√after and another』では従姉に教えられた「ノーパンダイエット」をきっかけに、以前より憎からず想っていたはまじと結ばれている。
御桜 稟（みさくら りん）
声 - 高城琉依 / 本多陽子
5月14日生まれ。身長155 cm。
音羽（ひなた）ルートのみ登場。琢磨と同様、都会からやってきた転校生。優しく温和で、どんなことにも手を抜かずに頑張ろうとする努力家。音羽ルートにて登場し、琢磨の行動のきっかけとなる重要な助言を与える。
枕の処女作になるはずだった作品『サクラノ詩』のメインヒロイン（声優は萌花ちょこ）。
穂積 輝夫（ほづみ てるお）
声 - なし / 川津泰彦
沢衣村に暮らしている琢磨の叔父。琢磨のことを「タク坊」と呼ぶ。筋骨隆々とした体つきで豪放磊落な性格。都会育ちで軟弱な琢磨を強く逞しい一人前の男に鍛え上げたいと思っている。
かつては「剛腕の穂積」と呼ばれた凄腕の剣士だった。ラーメンを作るのがうまい。
八雲 雪路（やくも ゆきじ）
声 - 成瀬未亜 / 加藤英美里（アニメ版のみ）
10月9日生まれ。身長149 cm（アニメ版では133 cm）。血液型O型。
はまじの妹。外伝『√after and another』に成長として登場するが、アニメ版の第４話（はまじ）と最終話にも登場。
幼い頃に母を亡くし、はまじが母親代わりとなり慕ってきた。そのためかなりのブラコンであり、精神的にかなり依存している。はまじを「お兄ちゃん」（アニメ版では「まーちゃん」）と呼んだが、兄であるはまじの事が「ゆき」と呼ぶ。はまじから子ども扱いされることがしばしばある。
もともと男嫌いの性格であり、兄に近づく（仲の良い）琢磨を特に目の敵にしている。また、兄以外に大切な人間がいないためか、勘違いしたまま自分勝手な行動をとるが多い。それにより、琢磨の家に勝手に上がりこんで琢磨の私物を汚損したり、琢磨が大切にしてきた一枚しかない母親の写真を破って捨てるなど、人としてあるまじき行為を行ったりする。しかし、多少ずれてはいるものの物事の善し悪しはわかっており、琢磨の家で暴れた日の翌日には、謝罪とともに自身の持っている一枚きりの母親の写真を琢磨に破らせることで相応の罰を受けようとした（琢磨は「わかってくれればいい」と言って、彼女の写真を破らなかった）。
稲垣 雪那（いながき せつな）
声 - 神村ひな（ゲーム版）
外伝『√after and another』に登場のみ。沢衣村三強とされる「神速の稲垣」の娘。父から剣術を教わっており、戦闘力は晃一と互角。本編の数年前に父につれられて田端家を訪れたことで田端兄妹と知り合い、仲良くなる。晃一とはお互い惹かれ合う仲だったが、父が「山の者」との和平を結ぶことを提案して村の掟に逆らったのに追従したため、田端家とは敵対することになる。弱き者を守るために晃一と戦うが敗北してしまったため、彼女達の願いは叶わなかった。実は彼女は幼い頃から体が弱く、戦うのに適した人間ではなかった。それでも弱き者に剣を取ったのは、幼い頃に晃一と交わした約束の為であった。
田端 晃一（たばた こういち）
声 - なし
ゆいの兄。本作では、ひなた（ほたる）ルートで台詞のみ登場。村の掟に逆らった琢磨とはやみへの制裁として、輝夫を仲間とともに闇討ち。輝夫に怪我を負わせた後に小日向家を襲撃する。更に、駆けつけた琢磨にも暴行を加えた。しかし、仲裁に入ったひなたにも危害を加えようとしたことで琢磨の反撃にあい逆に怪我を負わされてしまった。ゆいは後々までそのことで琢磨を怨んでいた。
外伝『√after and another』のゆいルートではメインキャラとして立ち絵付きで登場する。田端家は代々村の守護役(自警団)の長を務めており、彼はその後継として育てられていた。本編開始数年前、剣術の師匠として派遣された「神速の稲垣」の娘雪那と出会い、互いに惹かれ合う。だが稲垣親子が「山の者」との和平を望んで村の掟に逆らったため敵対することとなる。田端家長男としての立場を捨てられず雪那と戦い、彼女に勝利した。だがその直後、彼女が無茶をしてまで戦った理由が過去の自分との約束にあったことを思い出してしまう。絶望した晃一は、それ以降非情に村の自警団のまとめ役としての役目を果たすようになった。

## 制作スタッフ
- 原画（各キャラクターごとに担当者が異なる）
  - 小日向はやみ＆神楽ひなた【ATO-GAME編】：基4%
  - 神楽ひなた・御桜稟：月音
  - 神楽ほたる＆八雲はまじ【再会編】：硯
  - 田端ゆい・サブキャラ全般：籠目
  - 八雲はまじ・八雲雪路：すかぢ
  - SDキャラ全般：砌煉炭（一部）
- シナリオ：藤倉絢一、SCA-自、柚鈴（サブシナリオ）

## 主題歌

### H2O -FOOTPRINTS IN THE SAND-
オープニングテーマ / はやみ・ひなたアフターエンディングテーマ 「H2O」
作詞 - 藤倉絢一 / 作曲・編曲 - PixelBee / 歌 - monet
はやみ・ひなたルートエンディングテーマ / 音羽ルート挿入歌 「TOMORROW」
作詞 - 藤倉絢一 / 作曲・編曲 - PixelBee / 歌 - monet
音羽ルートエンディングテーマ 「FOOTPRINTS IN THE SAND」
作詞 - 藤倉絢一 / 作曲・編曲 - PixelBee / 歌 - monet
音羽アナザーエンディングテーマ 「DREAM」
作詞 - 藤倉絢一 / 作曲・編曲 - PixelBee / 歌 - monet

### √after and another
オープニングテーマ 「夢のスガタ」
作詞 - 藤倉絢一 / 作曲・編曲 - PixelBee / 歌 - 神村ひな
はまじ・ゆいルートエンディングテーマ 「ひかり」
作詞 - 藤倉絢一 / 作曲・編曲 - PixelBee / 歌 - 神村ひな
はやみアフター挿入歌 「FOOTPRINTS IN THE SAND」
作詞 - 藤倉絢一 / 作曲・編曲 - PixelBee / 歌 - monet
はやみアフターエンディングテーマ/はやみアナザーエンディングテーマ 「ちいさなしあわせ」
作詞 - 藤倉絢一 / 作曲・編曲 - PixelBee / 歌 - 神村ひな
はまじ・ゆいアフターエンディングテーマ / ひなたアナザーエンディングテーマ 「H2O」
作詞 - 藤倉絢一 / 作曲・編曲 - PixelBee / 歌 - monet

## テレビアニメ
2008年1月からアニメスピリッツ枠で放映された。全12話。第2話における小日向の全裸水浴シーンをはじめ女性キャラクターが素肌を露出させるシーンには、湯気追加や画面トリミングなどの修正が加えられているが、DVD版では無修正になっており、PG12指定。現在は、BD版（HDリマスター版）は全く発売されていない。

### スタッフ
- 原作 - 枕
- 原案イラスト - 基4%、月音、硯、籠目、すかぢ、砌煉炭
- 企画 - 安田猛
- 製作 - 伊藤敦、小畑良治、内野秀紀、夏野剛、阿佐美弘恭、酒匂暢彦
- 監督 - 橘秀樹
- シリーズ構成 - 花田十輝
- キャラクターデザイン - 奥田淳
- プロップデザイン - 岩永悦宜
- 美術監督 - 高橋和博
- 色彩設計 - 上谷秀夫
- 撮影監督 - 木村伸夫
- 編集 - 田熊純
- 音楽 - 藤田淳平
- 音楽プロデューサー - 紺野さやか
- 音響監督 - 高寺たけし
- 音響プロデューサー - 中野徹
- 制作プロデューサー - 橋本和典
- プロデューサー - 蜂屋誠一、千葉誠、鈴木智子、平光良介、原田由佳、武智恒雄、川崎とも子
- アニメーション制作 - ZEXCS
- 製作 - 「H2O」製作委員会（角川書店、角川映画、ブロッコリー、NTT DoCoMo、クロックワークス、ZEXCS）

### 主題歌（アニメ）
オープニングテーマ「片翼のイカロス」
作詞・作曲 - 上松範康 (Elements Garden) / 編曲 - 藤間仁 (Elements Garden) / 歌 - 榊原ゆい
エンディングテーマ
「カザハネ」（第一刻 - 第十一刻）
作詞 - 霜月はるか / 作曲 - 藤田淳平 (Elements Garden) / 編曲 - 菊田大介 (Elements Garden) / 歌 - 霜月はるか
「FOOTPRINTS IN THE SAND」（第十二刻）
作詞 - 藤倉絢一 / 作曲・編曲 - ピクセルビー / 歌 - monet
挿入歌
「スイッチ・オン♪」（第四刻）
作詞 - kanoko / 作曲 - 藤間仁 (Elements Garden) / 編曲 - 菊田大介 (Elements Garden) / 歌 - 榊原ゆい
「life」（第十二刻）
作詞・作曲 - 霜月はるか / 編曲 - 藤田淳平 (Elements Garden) / 歌 - 霜月はるか
魔法少女マジカルおとはテーマソング「マジカルO・TO・HA・」（第八刻）
作詞 - kanoko / 作曲・編曲 - 藤田淳平 (Elements Garden) / 歌 - マジカル音羽（成瀬未亜）

### 各話リスト
| 話数     | サブタイトル | 脚本                    | 絵コンテ                | 演出           | 作画監督            | 総作画監督 |
| -------- | ------------ | ----------------------- | ----------------------- | -------------- | ------------------- | ---------- |
| 第一刻   | 琢磨         | 花田十輝                | 橘秀樹                  | 橘秀樹         | 柴又十哉            | -          |
| 第二刻   | はやみ       | あおしまたかし 花田十輝 | 小坂春女                | 小坂春女       | 大西貴子            | -          |
| 第三刻   | ひなた       | 根元歳三                | えんどうてつや 小坂春女 | 山本靖貴       | 沼津雅人            | 空流辺広子 |
| 第四刻   | はまじ       | 國澤真理子              | 山本天志                | 山本天志       | 伊部由起子          | 柴又十哉   |
| 第五刻   | 神楽         | 根元歳三                | いしはらあゆみ 橘秀樹   | いしはらあゆみ | 三井寿              | 空流辺広子 |
| 第六刻   | ゆい         | 花田十輝                | 吉川博明                | 浅利藤彰       | 井上哲 仁井学       | 柴又十哉   |
| 第七刻   | ほたる       | 根元歳三                | 嵯峨敏                  | 嵯峨敏         | 杉藤さゆり 今里佳子 | 空流辺広子 |
| 第八刻   | 音羽         | あおしまたかし          | 山本天志                | 山本天志       | 伊部由起子          | 柴又十哉   |
| 第九刻   | 穂積         | 國澤真理子 花田十輝     | えんどうてつや          | 齋藤昭裕       | 沼津雅人            | 空流辺広子 |
| 第十刻   | 小日向       | 根元歳三                | 吉田泰三                | 立仙裕俊       | 三井寿              | 柴又十哉   |
| 第十一刻 | 弘瀬         | 花田十輝                | 小坂春女                | 小坂春女       | 大西貴子            | -          |
| 第十二刻 | H2O          | 花田十輝                | 橘秀樹                  | 橘秀樹         | 柴又十哉            | -          |

### 放送局
| 放送地域 | 放送局       | 放送期間                | 放送日時           | 放送区分       |
| -------- | ------------ | ----------------------- | ------------------ | -------------- |
| 埼玉県   | テレ玉       | 2008年1月3日 - 3月20日  | 木曜 25:30 - 26:00 | 独立局         |
| 奈良県   | 奈良テレビ   | 2008年1月3日 - 3月20日  | 木曜 25:30 - 26:00 | 独立局         |
| 千葉県   | チバテレビ   | 2008年1月3日 - 3月20日  | 木曜 26:30 - 27:00 | 独立局         |
| 東京都   | TOKYO MX     | 2008年1月3日 - 3月20日  | 木曜 26:30 - 27:00 | 独立局         |
| 京都府   | KBS京都      | 2008年1月4日 - 3月21日  | 金曜 26:00 - 26:30 | 独立局         |
| 長野県   | 信越放送     | 2008年1月4日 - 3月21日  | 金曜 26:45 - 27:15 | TBS系列        |
| 神奈川県 | tvk          | 2008年1月5日 - 3月22日  | 土曜 27:30 - 28:00 | 独立局         |
| 群馬県   | 群馬テレビ   | 2008年1月6日 - 3月23日  | 日曜 25:30 - 26:00 | 独立局         |
| 福岡県   | TVQ九州放送  | 2008年1月9日 - 3月26日  | 水曜 27:38 - 28:08 | テレビ東京系列 |
| 北海道   | テレビ北海道 | 2008年1月10日 - 3月27日 | 木曜 26:30 - 27:00 | テレビ東京系列 |
| 福井県   | 福井テレビ   | 2008年1月17日 - 4月3日  | 木曜 25:20 - 25:50 | フジテレビ系列 |
| 熊本県   | 熊本放送     | 2008年1月28日 - 4月14日 | 月曜 26:20 - 26:50 | TBS系列        |
| 日本全国 | BS朝日       | 2008年2月4日 - 4月21日  | 月曜 26:00 - 26:30 | BS放送         |

BS朝日でのアニメスピリッツの放送は本作品をもって打ち切られ、次番組以降はBS日テレが担当している。
| アニメスピリッツ     | アニメスピリッツ             | アニメスピリッツ |
| 前番組               | 番組名                       | 次番組           |
| -------------------- | ---------------------------- | ---------------- |
| ご愁傷さま二ノ宮くん | H2O -FOOTPRINTS IN THE SAND- | 純情ロマンチカ   |

## 関連商品

### 書籍
- 角川コミック・エース H2O -FOOTPRINTS IN THE SAND-
原作：枕、脚本：すかぢ、作画：狗神煌、発行：角川書店
  1. 2007年12月26日初版発行、ISBN 978-4-04-713968-8
  2. 2008年3月26日初版発行、ISBN 978-4-04-715032-4

### CD
- 『H2O』 主題歌 「H2O」「DREAM」 & ドラマ【箱】 収録
- 『FOOTPRINTS』 主題歌 「FOOTPRINTS IN THE SAND」「TOMORROW」 & ドラマ【お盆】 収録
- 『H2O -Prelude-』 （2007年12月21日発売、BRDF-3099）
- 『片翼のイカロス』 テレビアニメ オープニング主題歌 （2008年1月25日発売、BRDF-3100）
- 『カザハネ』 テレビアニメ エンディング主題歌 （2008年2月22日発売、BRDF-3101）
- TVアニメ『H2O -FOOTPRINTS IN THE SAND-』オリジナルサウンドトラック（2008年3月25日発売、BRCF-3102）

### DVD
テレビアニメ『H2O -FOOTPRINTS IN THE SAND-』DVD。限定版と通常版の2種類で発売。PG12指定。
発売：角川書店、販売：角川エンタテインメント（現角川映画）
1. 2008年3月21日発売、限定版：KABA-4001 / 通常版：KABA-4101
2. 2008年4月25日発売、限定版：KABA-4002 / 通常版：KABA-4102
3. 2008年5月23日発売、限定版：KABA-4003 / 通常版：KABA-4103
4. 2008年6月27日発売、限定版：KABA-4004 / 通常版：KABA-4104
5. 2008年7月25日発売、限定版：KABA-4005 / 通常版：KABA-4105
6. 2008年8月22日発売、限定版：KABA-4006 / 通常版：KABA-4106

### その他
- H2Oはやみツンデレ丼セット
- 小日向はやみテレカ
- H2Oステッカー
- 音羽キャラクターソング集 『音羽の死霊の盆踊り』 & 小冊子 『SEIREI NOTE』
- 音羽ストラップ
- H2Oタッチバンド
- 抱き枕カバー（はまじ/ひなた）
- マイクロファイバータオル（はやみ/ひなた/音羽の3種類）
- テレカ（はやみ&ひなた&音羽）

## その他

### 音羽の死霊の盆踊り
本作のキャラクターである音羽のキャラクターソングアルバムがDreamPartyで限定販売された。また、そのDreamPartyのステージイベントとして音羽の声を担当した成瀬未亜を迎え、曲に合わせ観客と一体となった盆踊りが開催された。